# سیروس سنكتشولي
سیروس سنكتشولي (بالفارسية: سیروس سنگچولی) هو حارس مرمى كرة قدم إيراني من مواليد 8 ديسمبر 1982.

## روابط خارجية
- سیروس سنكتشولي على موقع قاعدة بيانات كرة القدم.إي يو (الإنجليزية)
- سیروس سنكتشولي على موقع Soccerway.com (الإنجليزية)